# Хонг Мао и Лань Ту
«Хонг Мао и Лань Ту» (кит. 虹猫蓝兔, пиньинь: Hóng Māo Lán Tù) — китайский мультсериал, созданный Ван Хонгом и Хэ Ман Фанем и снятый Great Dreams Cartoon. Представляет из себя несколько сезонов, первый из которых вышел в 2006 году и имел приставку «Легенда о Семи Мечах» (虹猫蓝兔七侠传). Помимо него существуют также сезоны с приставками «Звезда Аму» (虹冒藍兔阿木星), «Путешествие в Далёкие земли» (虹猫仗剑走天涯), «Сияющий меч» (虹猫蓝兔光明剑) и «Возвращение храбрых» (虹猫蓝兔勇者归来), а также фильм под названием «Огненный Феникс» (虹猫蓝兔火凤凰). Последний сезон так и не был завершён и оказался заморожен.
Приведённая линейка в своё время привлекла много внимания и вызвала некоторые споры из-за присутствия недетской тематики, а также изображения крови, насилия и самопожертвования . Выпущенные после «Возвращение храбрых» мультсериалы с заглавными героями были ориентированы преимущественно на дошкольную аудиторию, а с классическими сезонами абсолютно не связанными.
Ко всему прочему, либо в 2016, либо в 2017 вышел сезон «Побочная история о Тяо Тяо» (虹猫蓝兔七侠外传 跳跳篇 или 又名: 跳跳外传), который является ремейком первого или его перезапуском.
Также у мультсериала имеются вьетнамский и официальный английский дубляж. Однако за пределами Китая данные мультсериалы не получили широкого распространения.

## Сюжет
Действие классических сезонов происходит на исходе четвёртого века нашей эры в Чжанцзяцзе (основная доля событий выпадает на область где в настоящее время лежит район Санчжи), населённом антропоморфными животными. Помимо них, там также присутствуют и обычные, не антропоморфные, животные, некоторых из которых (в частности, лошадей) персонажи используют как транспортные средства. Несмотря на средневековье, местами демонстрируются и элементы анахронизма, такие как раздвижные створки в виде моргенштерна и распылители с баллонами, крепящимися за спинами, которые при должной заправке можно использовать как огнемёты.

### Хонг Мао и Лань Ту: Легенда о Семи Мечах
В 347 году лидер Культа Демона Хэй Синь Ху попытался захватить священного зверя Цилиня и выпить его кровь, чтобы увеличить собственную силу и благодаря обретённому могуществу распространить свою власть на другие земли. Однако на его пути встали так называемые Семь мечей и объединив силы победили его.
50 лет спустя Хэй Синь Ху возвращается, завоёвывает почти весь Чжанцзяцзе и снова выдвигая миру угрозу. Единственный способ победить Культ Демона и его лидера — это снова воссоединить Семь Мечей. На Хонг Мао, как потомка одного из Семи Мечей, накладывается обязательство найти остальных шести потомков и защитить Цилиня.

### Хонг Мао и Лань Ту: Звезда Аму
После объединения Семи Мечей лесная страна возвестила о мире и процветании, но одна из слуг покойного Хэй Синь Ху была исцелена от казалось бы смертельного ранения с помощью силы реликвии, украденной у лидера Культа Демона, после чего прибыла на остров Сюэ, где случайно узнаёт, что третий глаз Аму, ученика народа с острова Сюэ, является самой злой силой в мире, способной поглотить силы четырёх благородных животных, а затем выйти на Цилиня.
Баланс снова оказался нарушен и Хонг Мао с Лань Ту пришлось снова сражаться бок о бок, чтобы защитить мистического зверя и сохранить мир в стране и в мире.

### Хонг Мао и Лань Ту: Путешествие в Далёкие земли
398 год. На горизонте возникает Клан Мышей, который пытается завладеть легендарными пятью кристаллами для поглощения сверхэнергии метеоритов и с помощью обретённого могущества захватить мир.

### Хонг Мао и Лань Ту: Возвращение храбрых
В результате посещения Безвременного источника и впоследствии случайного попадания в него, пять из семи героев превратились в младенцев, только Лань Ту и Хонг Мао, не говоря уже о двух местных бывших с ними в тот момент, остались в прежнем облике. Однако первая потеряла память, в том числе и о своём даре, но сами способности к криокинезу сохранились, а второй лишился всех своих умений. Семь Мечей вернулись к тому с чего начали и Хонг Мао нужно найти способ вернуть всё на круги своя.

## Персонажи

Семь Мечей, слева направо: Тяо Тяо, Да Бен, Лань Ту, Хонг Мао (в центре), Ду Ду, Да Да (позади предыдущего), Ша Ли.

### Потомки Семи Мечей
- Хонг (Хун) Мао (虹猫) — рыжий кот с жёлтыми косичкой и клочками волос на щеках, заглавный герой ставший впоследствии и с согласия остальных лидером Семи Мечей. Он жизнерадостный и полный энтузиазма, собранный и харизматичный, добросердечный и благородный. Обладает недюжинными физической силой (несмотря на свои размеры), храбростью и находчивостью. Сын Бай Мао, от которого унаследовал Меч Чанхун (Бескрайней радуги) и способности к пирокинезу. И несмотря на свой пламенный дар, Хонг Мао довольно сдержанный. В пятом сезоне растерял все свои умения, в результате чего пришлось учиться сначала. Однако вместо исконной способности управлять огнём и пламенем, Хонг Мао выучился управлять ветром и потоками воздуха. Его имя в переводе с китайского означает «Радужный кот». Озвучен Фу Йи Линем
- Лань (Лан) Ту (蓝兔) — крольчиха с мехом голубого цвета, заглавная героиня, настоятельница дворца Юйчань (玉蟾; Нефритовой жабы) и первая из потомков Семи мечей, с которой встретился Хонг Мао. Она красивая, добрая, скромная, но при этом полная жизни, проницательная и готовая пожертвовать собой ради других. При этом она готова оказать помощь даже своим врагам, пока так велит её кодекс чести, и это угрожает её жизни в той же степени, в какой помогает ей. И тем не менее, она способна за себя постоять и не только мечом, но и лентами, и иглами. Обладатель Меча Бингпо (Ледяной Души) и способностей к криокинезу. Её имя в переводе с китайского означает «Голубая крольчиха» или «Лазурная крольчиха». Озвучена Янь Тин
- Да Бен (大奔) — белый медведь, случайно набредший на главных героев и неоднократно им помогавший, прежде чем окончательно войти в их команду. Вспыльчивый, поспешный, не терпеливый и любит покрасоваться, но, тем не менее, невероятно благороден. В последствии выяснилось, что Да Бен является наследником Меча Бенлей (Оглушительного грома), но он достаточно долго не владел своими силами в полной мере, из-за своих пристрастий к алкоголю (преимущественно цветочному вину) и к азартным играм. В 73 серии он полностью бросил пить и играть и таки получил Громовой Меч, который значительно увеличил его силу. Озвучил Чжан Хуай Ву.
- Ша (Са) Ли (莎莉) — белка с пурпурным мехом и прядью светлых волос на макушке, владелица гостиницы Цинбяньси (金鞭溪;Ручей Золотого Хлыста). Обладатель Меча Цзыюнь (Фиолетового Облака). В 14 серии Ма Сань Нян заняла её место, а саму Ша Ли сделала немой и неспособной фехтовать правой рукой и использовала в своих интересах и как прислугу и как инструмент в освоении силы меча. Когда герои сжалились над ней, поначалу Ша Ли неоднократно пыталась покончить с собой, но позже преодолела себя с помощью небезразличных Хонг Мао и Лань Ту, и начала практиковаться во владении мечом левой рукой и в последний момент ударила Ма Сань Нян мечом в сердце. Начиная с третьего сезона вновь орудует правой лапой. Озвучена Лю Жун.
- Ду Ду (逗逗) — юный бульдог с коричневой шкурой, обладатель Меча Юхуа (Дождевого цветка). Он умелый целитель, который может лечить даже самые безнадёжные болезни. При этом он одинаково хорошо использует как различные лекарства, так и различные яды. Немного наивный, жадный до жизни и больше всех боящийся смерти, и в то же время очень небезразличный к мнению окружающих о самом себе, но ради мира и справедливости он также может пожертвовать своей жизнью. Также он единственный из семёрки, которому 12 лет, в то время как остальным около 17-ти, из-за чего можно предположить, что Ду Ду родился в 385, а не в 380 году. Озвучен Лю Хуаном
- Тяо Тяо (跳跳) — паукообразная обезьяна, при первом своём появлении зарекомендовавший себя как Страж Культа Демона (читай один из самых доверенных морд Хэй Синь Ху) по имени Ху Фа. На самом деле он обладатель меча Цингуан (Зеленого света) не равнодушный к другим потомкам Семи Мечей, а самому главе Культа Демона служит исключительно для того, чтобы отомстить за погибших от его лап родителей, вот только подходящего случая пришлось очень долго ждать. Остроумный, смешливый, любит подшутить и напустить нелепости ради забавы, но годы проведённые в Культе Демона привели к тому что Тяо Тяо привык полагаться только на себя. Озвучен Сяо Жуем.
- Да Да (达达) — низкорослый панда, которому принадлежит долина Байкао. Обладатель Меча Сюаньфэн (Кружащегося ветра), но предпочитает ему в бою гучжэн, а заодно способен придать листьям остроту лезвий, не говоря уже про аэрокинез. В отличие от хаотического вихря, который он может создать, он умудрённый, ответственный и уравновешенный. В свои 17 лет уже имеет жену и ребёнка, ради которых он готов на всё, даже если его заставят презренные злодеи. Озвучен Лян Ши Чжи.

### Второстепенные
- Цилинь (麒麟) — мистический зверь похожий на красного дракона с рыжими брюхом, шерстью по бокам головы и кисточкой на хвосте, а также с двумя жёлтыми рожками. Не говорит, если не считать издаваемых звуков, но жизнерадостный, дружелюбный и веселый, привязан к Хонг Мао. Несмотря на своё ребячливое поведение он старше всех персонажей вместе взятых, тем более что пятьдесят лет назад лидер Культа Демона пытался заполучить его кровь. Последняя, как и слёзы обладают чудодейственными свойствами.
- Бай Мао (白猫) — белый кот, отец Хонг Мао, изначальный обладатель меча Чанхун, на момент 1 сезона весьма постаревший. Прикрывая исход Хунмао и Цилиня в 1 серии 1 сезона, изрядно потрепал Хэйсиньху и трёх его Стражей вместе с их войском, однако сам при этом погиб. Его имя в переводе с китайского означает «Белый кот» Озвучил Чжан Хуай Ву.
- Джи Ту — крольчиха с фиолетовым мехом, одна из таких же служанок Лань Ту. Пожертвовала собой, дабы её госпожа с Хонг Мао смогли выбраться из осаждённого дворца.
- Фу Рен (夫人) — жена Да Да.
- Аму — приёмный сын Ма Сань Ньян, которого ей пришлось оставить когда её завербовали в Культ Демона, из-за чего своё детство он провёл на острове Сяо под присмотром некоего Шифу. Существо похожее на человека с густыми каштановыми волосами, но с кошачьими ушами на макушке. У него высокий голос. По характеру впечатлительный и крайне не стабильный, его легко вывести из себя. А когда Аму сильно возмущён, у него на лбу появляется третий глаз дарующий ему огромную силу.
- Линг Ал (灵儿) — дочь королевы Клана Мышей, появившаяся с 1 серии 3 сезона. По приказу матери внедрилась в команду Семи Мечей в качестве ученицы Ду Ду (которого в отношении самой себя вызвала симпатию), чтобы разжечь конфликт между ними и Вратами Сириуса с целью найти пять кристаллов. Тем не менее, она начала испытывать искреннюю привязанность к семи героям. В качестве оружия использует железный хлыст, с которым обращается виртуозно.

### Культ Демона (魔教)
- Ма Сань Нян (马三娘) — лошадь с розовой кожей и с серыми гривой и хвостом. На голове носит голубой колокольчик, который, однако, не звенит. Страж Культа Демона, по приказу Хэйсиньху влившаяся в команду Семи Мечей с целью разыскать Цилиня. Для этого она обезвредила Ша Ли и вплоть до конца первого сезона выдавала себя за потомка меча Цзыюнь, умело освоив и технику, и приёмы Ша Ли. Жестокая, коварная, беспощадная, высокомерная и манипулятивная что не мешает ей притворяться доброй и заботливой. На самом деле, Ма Сань Нян преследует ту же цель что и лидер Культа Демона. А именно желает стать самым сильным бойцом в мире, и для этого независимо от приказа ищет Цилиня, ставя свою цель важнее своих коллег с хозяевами, а также, как выяснилось, превыше сына. В финале первого сезона, при попытке пролить кровь Цилиня, была ранена в область рядом с сердцем никем иным как Ша Ли, однако Ма Сань Нян выжила и начала злодействовать, взяв под своё крыло Аму с острова Сюэ. В конце концов, она потеряла своего сына и пожалела об этом слишком поздно. Озвучена Юань Вэн Цзюнь
- Хэй Синь Ху (黑心虎) — южно-китайский тигр, но с тёмно-коричневой шерстью, одетый в фиолетовые одежды, а также не высокий ростом. Лидер Культа Демона, который был побеждён Семью Мечами пятьдесят лет назад. Из них особую ненависть он питал к Бай Мао. После своего поражения он не сидел сложа лапы, а посвятил себя тренировкам и поиску сторонников, среди которых оказались тигры, быки, свиньи и немногие выжившие после его действий обезьяны. Всех своих слуг он без колебаний наказывает за малейший проступок и добивается от них лояльности в том числе с помощью дурманящих веществ. И только спустя пятьдесят лет, за которые почти все первые Семь Мечей состарились и умерли, появился снова, также намереваясь увеличить собственную силу выпив кровь Цилиня, тем самым став самым могущественным в мире подчинить его путём кровопролития. При этом, он любит свою покойную жену Бай Ли и сына Хэй Сяо Ху. После смерти последнего он отбросил на второй план свои стремления к мировому господству и поиску Цилиня, и виня потомков Семи Мечей поклялся отомстить. В конце концов, он был побеждён и на сей раз убит комбинацией Семи Мечей. Его имя в переводе с китайского означает «Черносердечный тигр». Озвучен Нин Цзинь Луном.
- Хэй Сяо Ху (黑小虎) — китайский тигр, но с коричневым мехом, сын Хэй Синь Ху и Бай Ли. Одет в фиолетовые одежды, которые дополняют золотые наручи с одним наплечником и тусклый красный плащ. С момента своего появления в мультсериале и ради безопасности своего отца он изо всех сил пустился преследовать Хонг Мао и остальных потомков, чтобы не допустить объединения Семи Мечей. Поначалу подавался весьма благородным, что, однако, не мешало ему не заботиться о своих подчиненных, откровенно оскорблять их и даже доходя до физического насилия всякий раз, когда считает, что его слуги раздражают или докучают, особенно это касается Чжу Ву Цзе. Тем не менее он оказался поражённым благородством Лань Ту и на крыльях любви к ней время от времени невольно помогал Семи Мечам. За время противостояния он всё больше и больше отбрасывал своё благородство, для достижения той или иной цели. В конце концов, он не смог смириться с тем, что чтобы он не делал Лань Ту не полюбит его в ответ и обезумел до такой степени что решил убить всех обладателей Семи Мечей окончательно и бесповоротно. Преследуя семерых героев, он попал на минное поле, которое сам же и устроил для них, и подорвался на нём. Свой последний вздох он испустил на руках отца. И тем не менее, Хэй Сяо Ху выжил (что демонстрируется в комиксовом материале Легенда о Хэй Сяо Ху; 黑小虎传奇), его подлечили, он встретился с Семью мечами, примирился с ними и отправился в своё путешествие, пообещав когда-нибудь с ними снова встретиться. По всей видимости, сын Хэй Синь Ху оставил пути своего отца. Его имя в переводе с китайского означает «Чёрный тигрёнок». Озвучен Чжоу Чжэн Цзюнем
- Бай Ли (白梨) — белая тигрица, жена Хэй Синь Ху, мать Хэй Сяо Ху, умершая задолго до начала первого сезона, защищая своего сына. В самом мультсериале не была ни замечена, ни упомянута, но появилась в комиксе по его мотивам. Полная противоположность Хэй Синь Ху, описывается как нежная, честная и миролюбивая женщина, не желавшая, чтобы Хэй Сяо Ху шёл по пути его отца, для чего давала ему лекарства чтобы подавить его талант к боевым искусствам (однако не получилось). Её имя в переводе с китайского означает «Белая груша».
- Чжу Ву Цзе (猪无戒) — свин, Страж Культа Демона и предводитель Клана Свиней, щеголяющий в пурпурной тунике через одно плечо и в синих штанах, подпоясанных красным поясом, в то время как его подчинённые его же вида носят чёрную одежду ниндзя с короткими рубахами, оголяющими живот. Жестокий, высокомерный, бесчестный, жадный и трусливый, даже несмотря на неплохие боевые навыки, из-за чего всегда стремится примкнуть к сильнейшему. К тому же он не очень умён, но хотя явно поумнее Ню Сюан Фэна, и на его фоне также довольно хитёр и изворотлив. При виде красивых девушек тут же переключает всё внимание на них, при этом его привлекает исключительно внешность, а не внутренняя красота и он даже готов побить представительниц прекрасного пола, если те не будут подчиняться безоговорочно. В бою сражается парным лю син чуем, одно по крайней мере из бил которого имеет полую область куда можно положить небольшой предмет, а трос этого оружия настолько прочен что может держать удар меча. В серии Ху Фа скормил ему шарик от Хэйсиньху, который сам он побрезговал проглатывать, из за чего Чжу Ву Цзе не только оправился от появившейся после стычки с Лан Ту боли, но и стал ещё сильнее. Из-за этого обстоятельства он в дальнейшем оказался способен выстоять против двух любых героев одновременно, но на большее их количество его навыков уже не хватает. Более того, свин не чурается использовать и грязные приёмы такие как скрытые иглы и сюрикены, пропитанные ядом. Был тяжело ранен Хейсяоху в 105 серии после очередной неудачи. Свин выжил, но ему потребовалось довольно продолжительное время чтобы восстановиться, а после выздоровления он вернулся в первой четверти третьего сезона и продолжил вредить героям. Озвучен Ляо Синь Cином.
- Ню Сюань Фэн (牛旋风) — бык, Страж Культа Демона и предводитель Клана Быков, вероятнее всего из-за того, что является самым сильным их представителем. Как и другие быки имеет синюю кожу, но вместо одежды ниндзя, одет в белые штаны, рубахи не носит совсем, зато носит бордовую жилетку и фиолетовый плащ. В качестве оружия использует парные топоры, да и сам по себе силён и крепок... как гвоздь, потому что несмотря на свои характеристики и навыки он легко побеждается даже одним из Семи Мечей. Ню Сюань Фэн также довольно глуп, и пускай он имеет толику хитрости, та довольно примитивна. По сути, он наименее жестокий из всех злодеев и просто хочет добиваться хоть каких-то успехов, и, кроме того, имеет своеобразный кодекс чести, что предвосхитило его переход на сторону героев, дважды оказав им помощь. Особенно он сдружился с Да Беном сначала как с партнёром по выпивке и играм, а потом на правах друга. И именно с ним лапа об лапу он два раза помогал вызволять из опасной ситуации Ша Ли, последний раз из которых оказался фатальным. Ню Сюань Фэн погиб, закрывая Да Бена своим телом от отравленных стрел, выпущенных по приказу Чжу Ву Цзе. После его гибели, быки стали появляться очень редко и, вероятно, их часть покинула Культ Демона. Его имя в переводе с китайского означает «Вихревой бык» или «Бычий вихрь». Озвучен Чжоу Бо.
- Кван Дао (狂刀) — поджарый конь с сине-зелёной кожей и светлой гривой, наряду с Ну Чаном телохранитель Хэй Синь Ху. Был убит Тяо Тяо, когда он решил, что пришло время отомстить. Его имя в переводе с китайского означает «Безумный нож».
- Ну Чан (怒剑) — рослый бурый медведь, наряду с Кван Дао телохранитель Хэй Синь Ху. Был убит Тяо Тяо, когда он решил, что пришло время отомстить. Его имя в переводе с китайского означает «Разъярённый меч».
- Ниндзя пяти стихий (五行忍者) — слуги Хэй Сяо Ху.

## Критика
26 февраля 2007 года ходили слухи, что первый сезон «осуждают за наличие в нём насилия и кровопролития», и их показ приостановили на неопределённый срок. Этот шаг привлек широкое внимание.
Почти спустя месяц после приостановки трансляции Ван Ин, генеральный директор Центрального телевидения Китая, впервые заявил, что мультсериал «Хонг Мао и Лань Ту: Легенда о Семи Мечах» был приостановлен за «пропаганду насилия». Общественный резонанс усилился, хотя и никуда не исчезли неоднозначные отзывы, вносящие определённые противоречия. Впоследствии, Ван Ин сказала журналистам, что приостановка «Хонг Мао и Лань Ту: Легенда о Семи Мечах» была вызвана в основном общественными силами. «Хорошо это или плохо, сейчас нелегко комментировать. Мы тщательно изучим это и вынесем суждение. Время еще неопределенное».
28 марта 2007 года мультсериал запустили снова. Ответственные за это люди сказал, что сюжет драмы был нормальным и никаких проблем не возникло.